# Нгой, Натан
Натан Нгой (нидерл. Nathan Ngoy; родился 10 июня 2003, Шарлеруа, Бельгия) — бельгийский футболист конголезского происхождения, защитник клуба «Стандард».

## Клубная карьера
Нгой — воспитанник клубов Андерлехт и льежского «Стандарда». 22 мая 2021 года в матче против «Остенде» он дебютировал в Жюпиле лиге.